# Peter Müller-Buchow

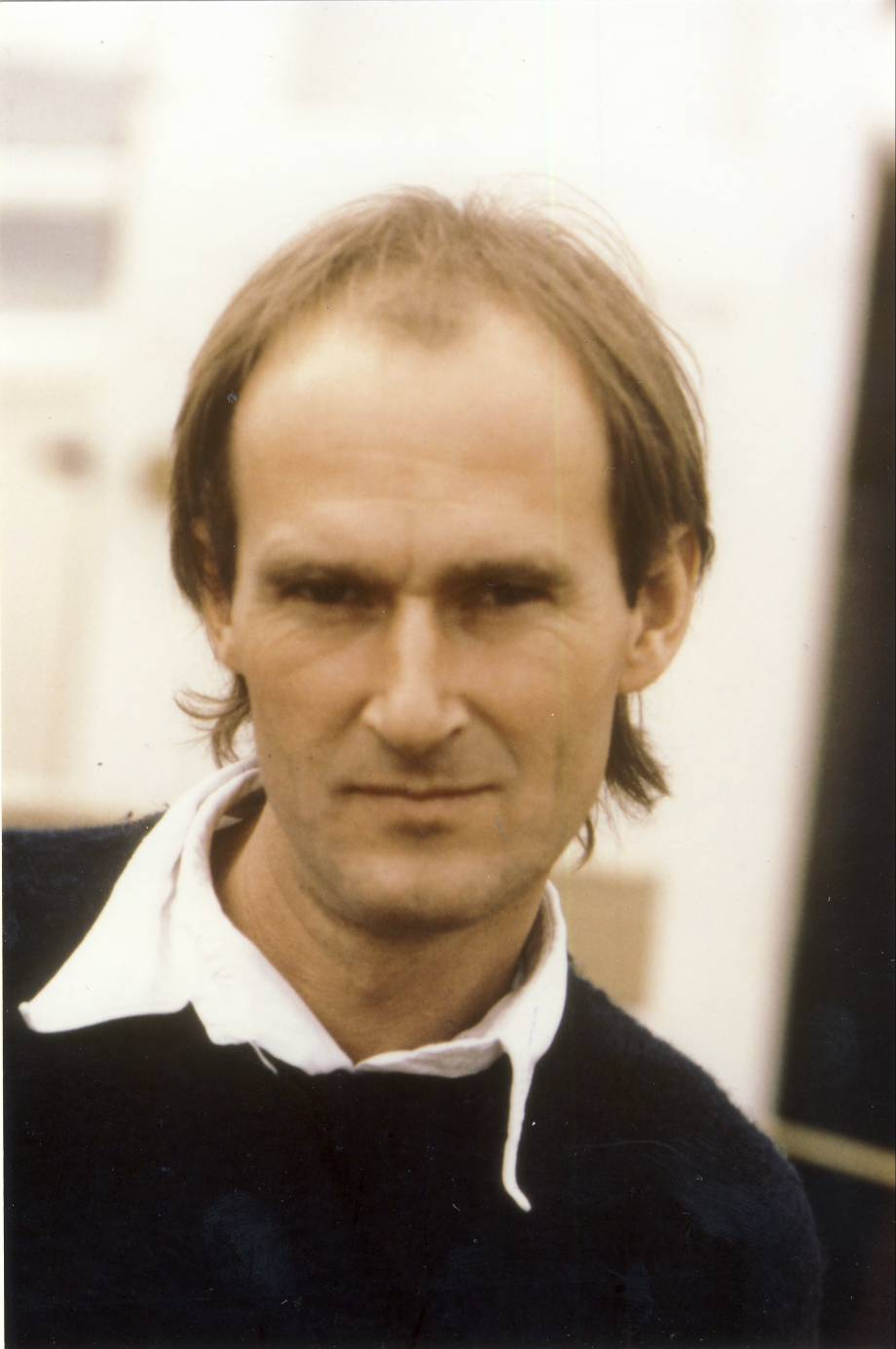
Peter Müller-Buchow

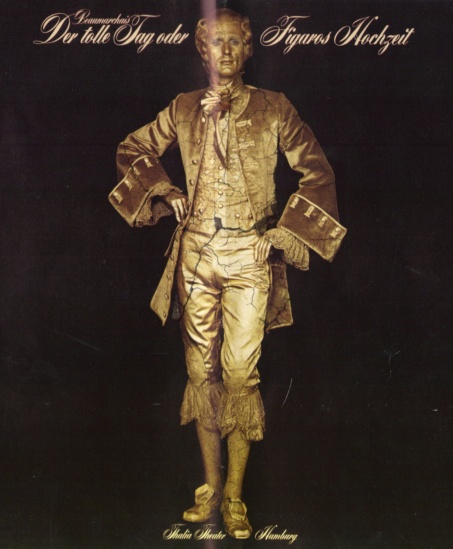
Peter Müller-Buchow

Peter Müller-Buchow (* 1. Mai 1941 in Habelschwerdt, Landkreis Habelschwerdt, Provinz Niederschlesien; † 18. Mai 2012 in Hamburg) war ein deutscher Dramaturg, Hörspielsprecher und Regisseur.

## Leben
Peter Müller-Buchow war das vierte Kind der Eheleute Fritz Müller und Eva Müller, geborene Buchow. Durch seine Eltern kam er schon früh mit Kunst und Musik in Berührung. Seine Kindheit war während des Zweiten Weltkriegs sowie in der Zeit danach geprägt von der Flucht vor den heranrückenden russischen Truppen, Vertreibung und Internierung. Nachdem er in Halle an der Saale die Volksschule abgeschlossen hatte, siedelte er mit der Familie 1954 in die Bundesrepublik um, wo er in Petershagen ein Aufbaugymnasium besuchte und als Zwanzigjähriger das Abitur ablegte. Von Jugend an hörte er gerne klassische Musik, malte, las intensiv und legte sich im Laufe der Zeit eine große Bibliothek zu.
1961 begann Müller-Buchow an der Freien Universität Berlin ein Studium der Theaterwissenschaften, in dessen Verlauf er an der Studentenbühne mitwirkte. Eine Dissertation über den Bühnenbildner und Regisseur Traugott Müller schloss er nicht ab und wechselte stattdessen in die Theaterpraxis. Ab 1970 arbeitete er als Dramaturg am Theater in Bielefeld. In der Spielzeit 1970/1971 war er Chefdramaturg am Stadttheater Osnabrück und 1971/1972 Dramaturg an den Bühnen der Stadt Köln. Mitte 1972 ging er in gleicher Funktion ans Thalia Theater Hamburg. Zur Eröffnung von dessen zweiter Spielstätte dem Thalia in der Kunsthalle, kurz tik genannt, wurde eine von Hanno Lunin, Peter Müller-Buchow und Dirk Schortemeier zusammengestellte Deutsche Revue 1900–1918 mit dem Titel Erst ne Weile rechts uraufgeführt.
Boy Gobert, der 1969 die Leitung des Thalia übernommen hatte, öffnete das traditionsreiche Haus zeitgenössischem Regietheater. Während seiner bis 1980 dauernden Intendanz verpflichtete er unter anderem Hans Hollmann, Peter Zadek, Hans Neuenfels und Jürgen Flimm, der später selbst Intendant des Thalia wurde. Deren Inszenierungen begleitete Peter Müller-Buchow als Produktionsdramaturg. In Zusammenarbeit mit Holger Matthies, einem führenden Grafik-Designer Deutschlands, entstanden Programmhefte, die heute als theatergeschichtliche Dokumente gefragt sind.
1973 las der prominente Schauspieler und Kabarettist Helmut Qualtinger im tik Auszüge aus Adolf Hitlers Buch Mein Kampf, ein gezielter Tabubruch, um die öffentliche Auseinandersetzung mit der kollektiv verdrängten deutschen Vergangenheit anzustoßen. Die Zusammenstellung des Textes aus Hitlers berüchtigter Kampfschrift besorgte Peter Müller-Buchow in Zusammenarbeit mit Hanno Lunin, dem Chefdramaturgen des Thalia.
Ab 1978 arbeitete Müller-Buchow beim Norddeutschen Rundfunk (NDR) als Sprecher und wirkte bei zahlreichen Hörspielen mit. Danach folgte ein längerer Aufenthalt in New York, wo er sich dem Medium Film zuwandte, seine englischen Sprachkenntnisse erweiterte und sich im kulturellen Leben der Weltstadt Anregungen für sein künstlerisches Schaffen holte. Zurück in Hamburg, bezog er im zentralen Stadtteil St. Georg eine Wohnung, übernahm Aufträge für Video-Dokumentationen und begann mit dem Aufbau eines eigenen zeitgeschichtlichen Film-Archivs. Während seiner Aufenthalte bei Freunden auf dem Land entwickelte er eine besondere Liebe zu Pflanzen, Blumen und Gärten.
Müller-Buchow war zehn Jahre lang verheiratet. 1986 wurde er krank und musste operiert werden, erholte sich jedoch wieder und arbeitete als Videomacher für mehrere Versicherungskonzerne. Deren Aufträge führten ihn auf Reisen in viele Länder der Welt. Im Auftrage von Dr. Klaus-Peter Kehr, seinem Freund und Kollegen aus Kölner Tagen, dokumentierte er an der Staatsoper Stuttgart Robert Wilsons erste Operninszenierung, Alceste von Christoph Willibald Gluck sowie drei Jahre in Folge Opern-Inszenierungen der Schwetzinger Festspiele.
Zwischen 1994 und 2006 drehte Müller-Buchow für die Stadt Pforzheim vier zeitgeschichtliche Filme, die sich mit den Themen Jugend im Dritten Reich, Zerstörung der „Goldstadt“ im Zweiten Weltkrieg und Wiederaufbau nach 1945 befassen: Code Yellowfin (1995), „Reifezeugnis für den Krieg“ (1996), „Trümmerleben“ (2002) und „Wohlstandsjahre“ (2006). Die Arbeiten entstanden im Zusammenwirken mit Alfred Hübner, dem damaligen Leiter des Pforzheimer Kulturamts, der in den 70er-Jahren sein Kollege am Thalia Theater gewesen war.
2007 erkrankte Peter Müller-Buchow erneut schwer und starb am 18. Mai 2012.